# Nationalstraße 12 (Japan)
Die Nationalstraße 12 (jap. 国道12号, Kokudō 12-gō) ist eine wichtige Straße in Japan und durchquert Hokkaidō von Sapporo bis Asahikawa. Sie beginnt an der zentralen Kreuzung mittig in Sapporo, wo die Nationalstraße 5 endet. An der Kreuzung zweigt auch die 231 ab und in der Nähe die 36 und 230. In Iwamiazwa zweigt die 234 Richtung Tomakomai ab; in Takikawa dann die 38 nach Kushiro. Nach Fukagawa, an dem sie südlich vorbei läuft, zweigt die bis Rumoi verlaufende 233 ab, bis sie dann Asahikawa erreicht, wo dann die 39 und 40 beginnen sowie die 237 nach Süden abzweigt.

## Verlauf
- Präfektur Hokkaidō
  - Sapporo – Ebetsu – Iwamizawa – Mikasa – Bibai – Sunagawa – Takikawa – Fukagawa – Asahikawa